# Братя Манаки
Братя Милтон и Янаки Манаки (на гръцки: Μιλτιάδης/Μίλτος, Γιάννης/Γιαννάκης Μανάκιας; на сръбски: Милтон, Јанаки Манаки; на арумънски: Milton, Ianachia Manachia; на румънски: Milton, Ianaki Manakia) са пионери на киното, заснели в 1905 година в Авдела първия кинофилм на Балканите.

## Биография
Братя Манаки са родени в Авдела, голямо македонско влашко село в Пинд, тогава в Османската империя, днес в Гърция. В 1897 година по-големият брат Янаки завършва Румънския лицей в Битоля и в 1898 година започва работа като преподавател по чертане и калиграфия в гимназията в Янина, Епир, като едновременно отваря и фотографско ателие, в което работи и брат му. В 1905 година братята местят фотоателието си в Битоля, на главната улица Широк сокак.
В 1905 Братя Манаки купуват камера „Биоскоп“ от Лондон и с нея заснемат разнообразни обекти – как тяхната 114-годишна баба Деспина преде вълна в Авдела, посещенията на висши държавни служители в Битоля, между които султан Мехмед V, сръбският крал Петър I и сръбският принц Александър (1913), гръцкият крал Константинос I и принц Павлос I (1918), местни празници и сватби, както и раволюционната дейност на ВМОРО. В 1921 година във вече сръбска Битоля Братя Манаки отварят първото кино, първоначално открито, а в 1923 покрито, което работи до 1939 година.
Янаки Манаки се преселва в Солун, където почива, а Милтон Манаки остава в Битоля и умира в 1964 година.
Общо са запазени около 100 късометражни филмови записи и репортажи с около 1600 m филмова лента от 35 mm, 18 513 фотонегативи и 17 854 фотографии. Киноархивът на Братя Манаки с малки изключения е предаден на Народна Федеративна Република Югославия в 1955 година и предаден на Социалистическа Република Македония в 1976 година.
В Битоля в тяхна чест се провежда годишният Международен филмов фестивал „Братя Манаки“.

## Други
Сюжетът на филма на гръцкия режисьор Тео Ангелопулос „Погледът на Одисей“ е свързан с търсенето на изгубен, непроявен филм на Братя Манаки от времето преди Балканите да бъдат разделени от националистическите страсти. Филмът започва с филма на Манаки, на който баба им преде вълна.